# Blyackumulator

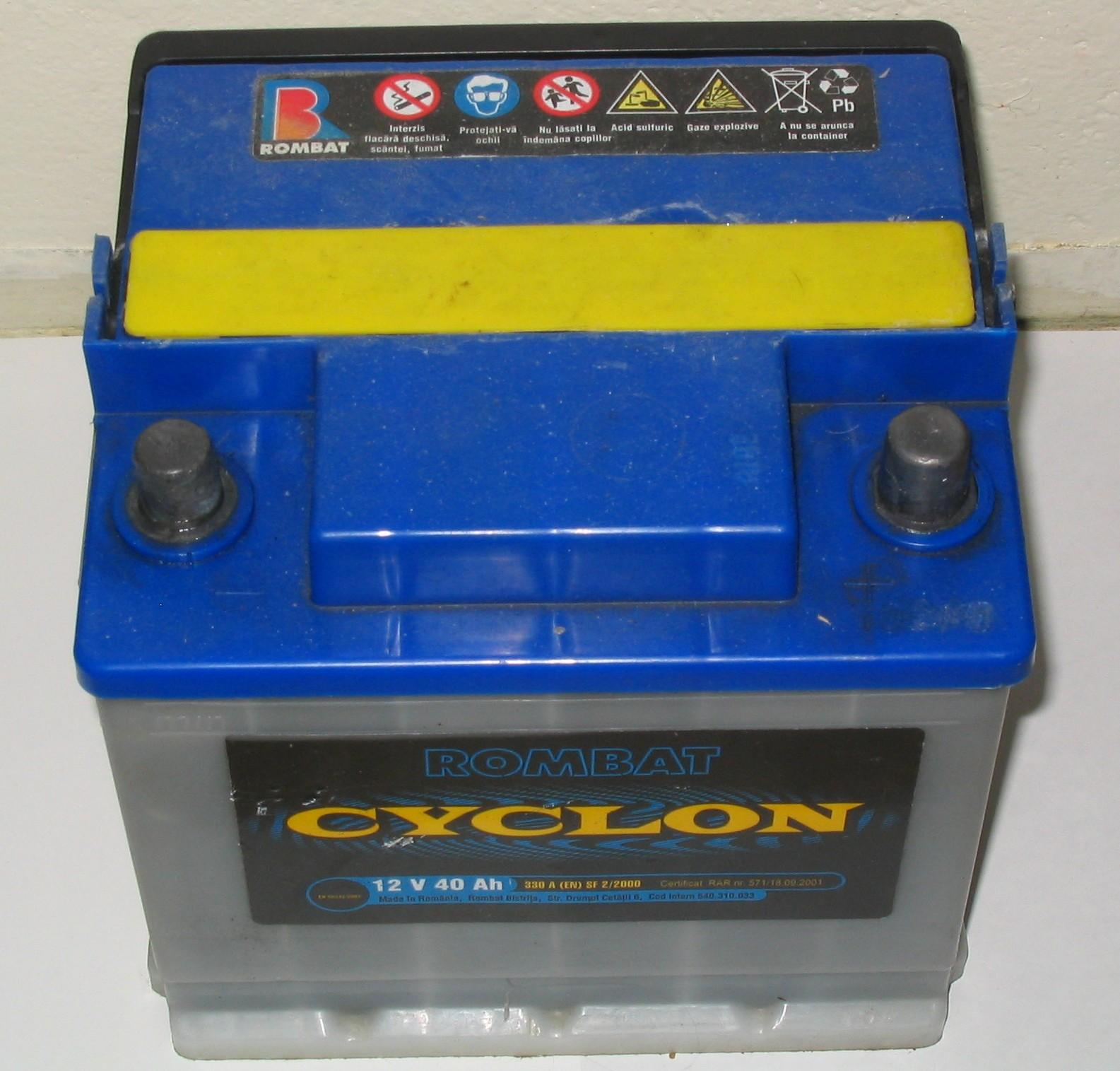
Blyackumulator

Blyackumulatorn (även populärt kallat "blybatteri") är den vanligaste typen av batteri som används som startbatteri i bilar med förbränningsmotor. För att uppnå den önskade spänningen som krävs i bilar seriekopplas flera galvaniska celler. I exempelvis bilbatterier med en spänning på 12 V så är 6 celler seriekopplade. Cellerna består i huvudsak av en elektrod gjord av bly, en motelektrod bestående av blydioxid samt en elektrolyt av svavelsyra utspädd med vatten. En blyackumulator måste underhållas genom att man fyller på vatten, eftersom vattnet långsamt avdunstar, varvid svavelsyrans kontakt med blyet minskar. Elektrolyten ska normalt stå ca 15 mm över elektrodernas översta kant. Vanligt kranvatten innehåller oftast klor och joner i olika former, vilket förstör batteriets funktion. Vattenpåfyllningen måste därför göras med speciellt batterivatten som är destillerat eller åtminstone avjoniserat. Det finns även slutna blyackumulatorer som inte behöver underhållas, där i vissa fall elektrolyten är i form av en gel.
Blyackumulatorn uppfanns 1859 av Gaston Planté och vidareutvecklades 1876 av Henri Tudor till det batteri vi ser idag. Det tillverkades cirka 700 miljoner blyackumulatorer år 2013 världen över. Tillsammans motsvarar det vikten av cirka 67 hangarfartyg.

## Kemisk beskrivning
Den negativa polen  hos en laddad ackumulator består av poröst, rent bly (svampbly). Vid urladdning fungerar den som anod, d.v.s. den oxideras och avger elektroner samt reagerar med svavelsyra varvid blysulfat bildas.  Trots närvaron av svavelsyran är det först vid strömuttag som den elektrokemiska reaktionen sker:
Pb + SO42- → PbIISO4 + 2e-
Blysulfat är mycket svårlöslig och stannar därför vid den negativa elektroden som en vit beläggning. Vid laddning är den negativa polen katod och blysulfatet omvandlas till bly och sulfatjoner. Detta innebär att den elektrokemiska reaktionen är
PbIISO4 + 2e- → Pb + SO42-
Den positiva polen  består av blydioxid i blygaller. Vid urladdning fungerar den som katod, d.v.s. den reduceras och tar emot elektroner. Därvid reagerar blyoxiden med vätejoner och sulfatjoner och bildar blysulfat och vatten enligt reaktionen:
2e- + PbIVO2 + 4H+ + SO42- → PbIISO4 + 2H2O
Även vid den positiva polen bildas således blysulfat i samband med urladdning. Det bildade vattnet späder ut elektrolytens svavelsyra varvid elektrolytens densitet sjunker.
Vid laddning återställs plattornas tillstånd och sulfaten frigörs åter till elektrolyten vars koncentration och densitet därvid stiger.
I och med att koncentrationen hos elektrolytens svavelsyra på detta sätt följer ackumulatorns laddningstillstånd kan detta enkelt bestämmas via mätning av elektrolytens densitet ("syravikt") eller brytningsindex. Detta kan ske med en syraprovare (oftast en areometer respektive refraktometer som mäter brytningsindex). I vissa ackumulatorer byggs små, utifrån synliga flottörer in vilka flyter så länge ackumulatorn är laddad och batterisyran tung. En kula som är röd markerar helt urladdat batteri. En annan kula är gul och markerar halvladdat batteri. En tredje kula är grön och markerar fulladdat batteri. Varje kula har en avpassad densitet, så att de sjunker en och en i proportion till elektrolytens densitet. På läget av dessa kulor kan man snabbt och bekvämt se ackumulatorns laddningstillstånd.

## Polspänning
Skillnaden i summan av bildningsenergi för de föreningar som ingår i de elektrokemiska reaktionerna blir bestämmande för ackumulatorns polspänning. Detta innebär att även elektrolytens koncentration inverkar på polspänningen som vid ytterst svag svavelsyra är mycket nära 2,00 V per cell men stiger med ökad syrakoncentration. Polspänningen är därför lägre vid urladdat batteri men kan uppgå till 2,15-2,17 V vid fulladdade startbatterier med högsta tillrådliga syrakoncentration och 2,07-2,10 V vid fulladdade stationära batterier där syrakoncentrationen hålls lägre för att minska självurladdningen och öka ackumulatorns livslängd. När polspänningen vid ett batteri i vila sjunkit under 1,85 V anses ackumulatorn helt urladdad.
Med kännedom om polspänningen vid fulladdat och urladdat batteri skulle man således ha möjlighet att bedöma laddningstillståndet via mätning av polspänningen. Spänningen påverkas dock så mycket av uttagen ström att det endast är när batteriet stått ganska länge helt obelastat som denna metod är möjlig. I synnerhet efter laddning bör man vänta minst 15 till 20 timmar, innan spänningen med någon större säkerhet kan antas avspegla laddningstillståndet.

## Elektrolyten
Som nämnts deltar elektrolyten i den kemiska reaktionen och syravikten varierar därför med laddningstillståndet. Den uppgår till sitt största värde när ackumulatorn är fulladdad och påverkar även polspänningen. Vid hög syravikt ökar även batteriets uttagbara ström, dock på bekostnad av livslängd och självurladdning. Tillståndet vid nära helt urladdad ackumulator är det som rent praktiskt bör få avgöra batteriets innehåll av svavelsyra.
I samband med laddning och självurladdning sönderdelas elektrolyten i knallgas (väte och syre). Det därigenom förlorade vattnet behöver då ersättas med destillerat vatten. Om inte detta sker kommer så småningom delar av plattorna stå över elektrolyten. Detta är skadligt av tre skäl: Mest uppenbart är förstås att de över elektrolyten stående delarna ej kan delta i laddning och urladdning men de torrlagda delarna tenderar även att snabbt sulfatera och förstöras permanent. En låg syranivå och litet vatteninnehåll är även förenad med hög syrakoncentration vilken tenderar att sulfatera och permanent förstöra även övriga delar av plattorna. Ett batteri som stått utan skötsel så länge att det självurladdat totalt och elektrolytnivån sjunkit kan därför betraktas som förstört och helt oanvändbart även om det inte framgår av att batteriet exempelvis skulle frusit sönder som det i så fall ofta brukar ha gjort.
Kontrollera gärna elektrolytnivån före laddning, men fyll inte för mycket. Elektrolyten stiger nämligen något under laddning. Det är inte heller nödvändigt att skruva av påfyllningspropparna vid laddning. Sådant ökar bara risken för stänk och vid vanlig användning i exempelvis en bil skall propparna sitta på.
Slutna batterier utrustas ibland med katalysatorer som återför (rekombinerar) bildad knallgas till vatten. Dessa batterier varken behöver eller kan efterfyllas. Dock förbrukas undan för undan elektrolyten även hos dessa: de två polerna självurladdas nämligen olika snabbt och vid lagring respektive laddning uppstår då ett överskott av ömsom syrgas ömsom vätgas vilka lämnar batteriet utan att kunna rekombineras till vatten.
I takt med att batteriet åldras och kapaciteten sjunker binds mer och mer av elektrolytens sulfat permanent vid plattorna och batteriets högsta syravikt sjunker. I och med att då även kapaciteten sjunker är dock syravikten vid urladdat batteri densamma och man skall aldrig frestas att justera syravikten i efterhand: Dels förlorar man då möjligheten att följa batteriets åldring, dels ökas självurladdning, sulfatering och åldringstakt med högre syravikt.

## Restladdning
Hos blyackumulatorer är batteriets åldrande beroende av hur nära fulladdat tillstånd batteriet befinner sig. En viss procent av den aktiva massa som övergått i blysulfat övergår med tiden nämligen i grovkristallin helt oupplöslig blysulfat som ej mer kan laddas.
Mot slutet av laddning sjunker den ström som batteriet kan ta till sig. Uppdrivs då spänningen ökar inte laddningshastigheten utan överskottsströmmen resulterar bara i knallgasbildning. Det är således laddningstillståndet dvs restladdningen som bestämmer hur mycket laddningsström batteriet kan ta emot (Detta gäller alla ackumulatorer).
Om batteriet används i ett fordon där larm, radio eller lampor är igång även när laddning ej sker hela tiden kommer batteriets laddningstillstånd att anpassa sig så att batteriet kan ta emot en nyttig laddningsström som svarar emot andel tid batteriet laddas och urladdningen. Eftersom denna restladdning kan vara ganska stor innebär sådant strömuttag att batteriet dels aldrig är helt uppladdat, dels att batteriet åldras påtagligt snabbare än batterier där strömuttag i vila helt saknas. Har man ett fordon där sådana strömuttag förekommer bör man därför ladda batteriet via nätansluten laddare åtminstone någon gång per månad.

## Felkällor
Gammalt batteri

Om batteriet börjar bli svagt eller få dålig kapacitet bör man kontrollera hur gammalt batteriet är. Blyackumulatorer blir sämre med tiden och måste till slut bytas ut.
Ojämna celler

Ett batteri kan ha ojämna celler. När ett batteri har ojämna celler bestäms batteriets kapacitet av den sämsta cellen.
Kortslutna celler

Cellerna i ett batteri kan kortslutas. Det kan bero på genomslag i separator eller att slamrummet fyllts. Batteriet får då lägre tomgångsspänning. Slam i batteriet upptäcks genom att syran färgas brun, ett sådant batteri bör bytas.
Sulfaterat batteri

Om batteriet står oladdat en längre tid bildas ett lager blysulfat på elektroderna som verkar som en isolator. Detta kallas för en sulfatering och upptäcks genom att batteriet får dålig kapacitet samt att det går mycket fort att ladda batteriet, endast ett par minuter behövs. Problemet är att det går lika fort att ladda ur batteriet igen. Sulfateringen kan hävas genom att man laddar batteriet med låg ström under en längre tid. Bäst är dock att alltid ha batteriet fulladdat för att förhindra att sulfateringen uppstår.
Torrt batteri

Ett batteri bör alltid ha syranivån cirka 10 mm över plattorna. Om batteriet saknar elektrolyt över hela plattan förstörs det på kort tid. Att nivån i batteriet sjunker kan bero på för kraftig laddning, sprickor i batteriet eller att vätskan med tiden dunstar bort. Vanligt kranvatten innehåller ämnen som är skadliga för batteriet. För påfyllning skall destillerat (eller avjoniserat) vatten, även kallat batterivatten, användas. Om plattorna sticker upp över syrans nivå under för lång tid kan de få en permanent skada och då måste batteriet bytas ut.